# Història del motor de combustió interna

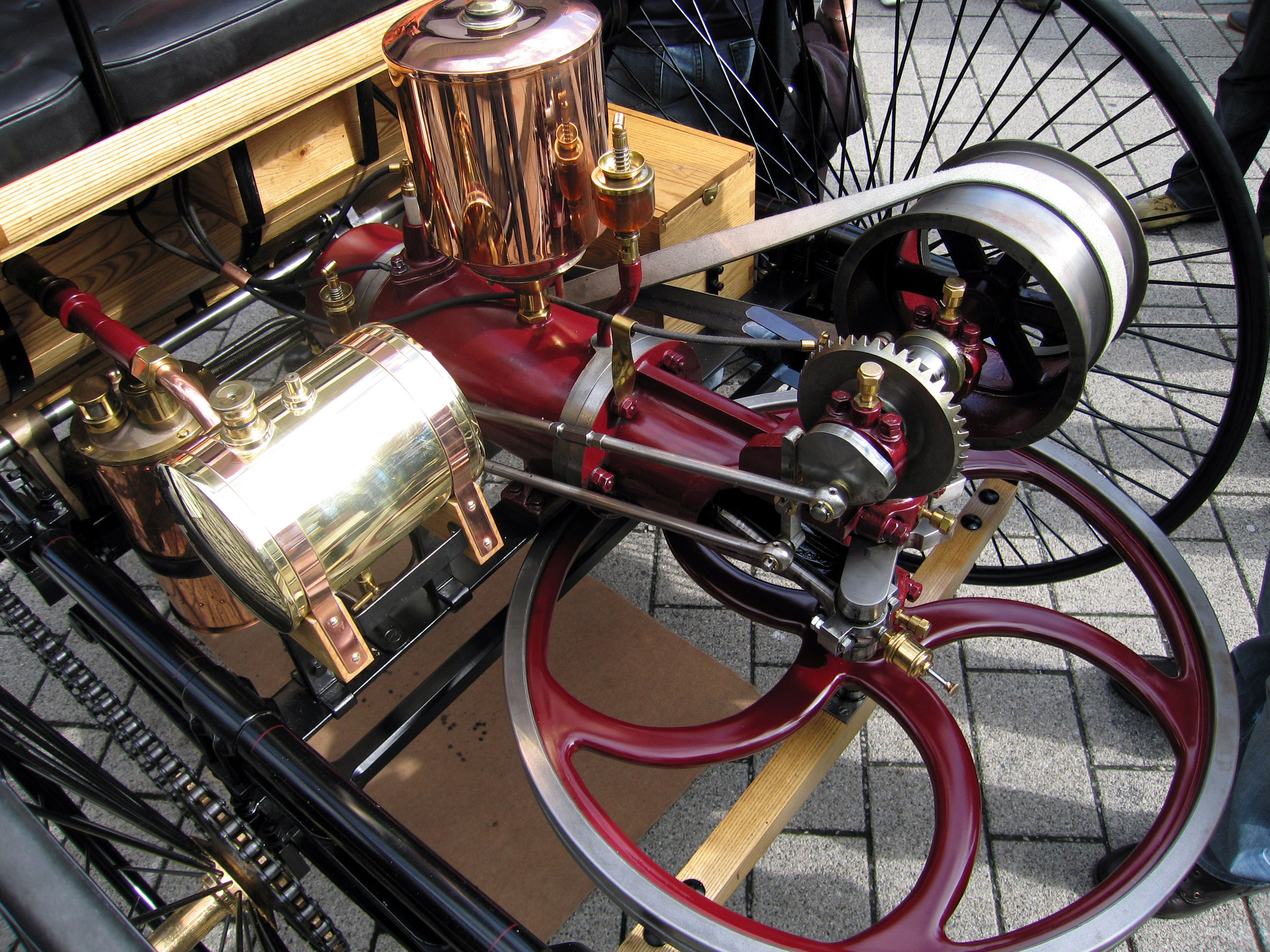
Prototipus de motor de combustió interna presentat per Carl Benz en la seva sol·licitud de patent d'un automòbil el 29 de juny de 1886.

Els orígens dels motors de combustió interna són molt remots. Especialment si es consideren els inicis o precedents d'alguns elements constitutius dels motors, imprescindibles per al seu funcionament com a tals.
Considerats com a màquines completes i funcionals, i productores d'energia mecànica, hi ha alguns exemples de motors abans del segle xix. A partir de la producció comercial de petroli a mitjan segle xix (1850) les millores i innovacions foren molt importants. A finals d'aquell segle hi havia una munió de varietats de motors usats en tota mena d'aplicacions.
En l'actualitat els motors de combustió interna, malgrat els problemes associats (crisis energètiques, dependència del petroli, contaminació de l'aire, augment dels nivells de CO₂…), són encara imprescindibles i es fabriquen segons dissenys molt diferents i una gamma molt àmplia de potències que va des de pocs wats fins a milers de kW.

## Introducció
Un motor de combustió interna és un dispositiu complex que consta de moltes peces de formes i materials diferents i que funciona segons un cicle teòric d'acord amb un projecte previ i uns elements de regulació adequats.
Els motors moderns són el resultat de molts anys de proves, d'estudis teòrics i de moltes idees enginyoses (patentades o no).
Una història del motor de combustió interna ha de recollir els aspectes més importants i els fets puntuals que permeteren la seva invenció, el seu desenvolupament i el grau de perfecció que tenen actualment.
A continuació s'ofereix una llista cronològica dels aspectes i fets esmentats. Amb una explicació molt reduïda i la referència corresponent.

## Precedents

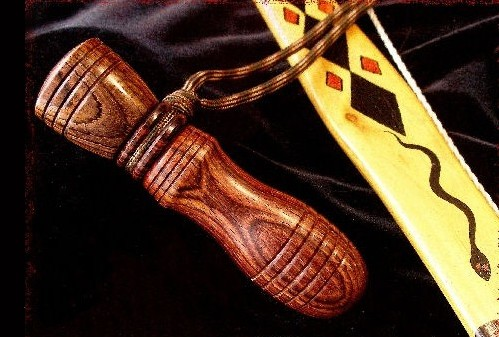
Pistó foguer del SE d'Àsia

Molí romà de Hieràpolis per a una serreria. Del segle tercer de l'Era Cristiana, és la mostra més antiga del mecanisme biela-manovella.

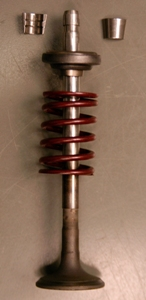
Molla helicoidal d'una vàlvula de motor d'explosió.

- Prehistòria. El pistó foguer s'usava en el Sud-est d'Àsia i en les illes de l'Pacífic per a encendre el foc, aprofitant la compressió adiabàtica de l'aire en un cilindre de fusta i un pistó.[5][6][7]
- c. 2500 aC. Coixinets hidrodinàmics usats en els eixos dels carros egipcis. Els coixinets llisos actuals emprats en el cigonyal (tapetes) aprofiten el mateix principi.[8]
- Segle III dC: Mecanisme de biela-manovella emprat en elmolí d'aigua d'una serreria. Aquest mecanisme és bàsic en molts motors.[1]
- 673: Invenció del foc grec. Implicava la fabricació, l'emmagatzemat i la manipulació en combat d'un combustible líquid i perillós. I l'ús d'un sistema d'aire forçat (per manxes), i de vàlvules de pas.[9]
- 1206: Al Jazarí. En un dels capitols del seu llibre, dedicat a màquines per a elevar aigua, mostrava el mecanisme biela-manovella.[10][11]
- S.XIII: els coets de pólvora negra (motors coet, de combustió interna) foren usats pels xinesos, mongols i àrabs.[11]
- 1475. Francesco di Giorgio Martini inventa la que hom considera la primera bomba centrífuga. En els actuals motors refredats per aigua s'usa una bomba centrífuga perquè circuli el líquid refrigerant (aigua més anticongelant).[12][13]
- 1509: Leonardo da Vinci descriu un motor "atmosfèric" basat en la pólvora.[14]
- 1557. Giulius Caesar Scaligerus fa esment del platí, sense anomenar-lo:

EXERCITATIONE LXXXVIII: ...Præterea Funduribus qui traćtus est inter Mexicum, & Dariem,fodinas effe orichalci: quod nullo igni, nullis Hispanicis artibus haćtenus liquefcere potuit. Adhæc non omnibus metallis verbum, liquefcere videmus conuenire. Nam liquefcunt ...
Traducció aproximada:
“...A Honduras, un districte entre Mèxic i el Darién, hi ha mines que contenen un metall que no es pot fondre amb foc ni cap altra art emprada pels espanyols...”
 
- Jordi Joan i Santacília  i Antonio de Ulloa[17][18] informaren sobre el platí, considerat com un metall residual de la plata i anomenant-lo “platina”.
- El platí fou emprat per a fabricar els contactes del distribuïdor de l'encesa dels motors. D'aquests contactes la parla popular en deia “platinos”.[19] Actualment el platí pot formar part dels components d'un convertidor catalític.
- c.1600. L'astrònom Johannes Kepler inventà la bomba d'engranatges. Encara molt usada actualment com a bomba d'oli en la lubricació de motors.[20]
- S.XVII: L'inventor Christian Huygens feu experiments amb un motor de pólvora negra.[21]
- 1689. Denis Papin inventa una bomba centrífuga amb pales rectes i radials. (Vegeu any 1475).[22]
- 1763: R. Tradwell va inventar la molla helicoidal. Les primeres molles helicoidals d'acer foren produïdes el 1857 als Estats Units.[23][24][25]
  - Les molles de vàlvules dels motors actuals acostumen a ser helicoidals.
- 1772: Antoine Laurent Lavoisier determina la composició de l'aire atmosfèric, explicant que era una barreja d'oxigen i de nitrogen ("azot" en francès). La majoria de motors de combustió funcionen amb aire atmosfèric i, per tant, conèixer la seva composició és fonamental.[26]
- 1783: James Watt  va introduir el horsepower com a unitat de mesura de la potència mecànica.[27][28]
- 1780 :Alessandro Volta inventa una pistola de joguina que dispara un tap de suro per l'explosió d'una mescla d'aire i hidrogen inflamada per una guspira elèctrica.[29]
- 1790: Antoni de Martí i Franquès va presentar una memòria dels seus experiments sobre la composició de l'aire, millorant la precisió de Lavoisier.[30]
- 1791:John Barber proposa una turbina en la seva sol·licitud de la British patent #1833 ("A Method for Rising Inflammable Air for the Purposes of Producing Motion and Facilitating Metallurgical Operations").[31]
- 1798: Tipu Sultan, governant de Mysore (India) fa el primer ús documentat de coets de ferro contra soldats britànics a la Quarta guerra de Mysore.[32]

## Els primers assaigs reeixits

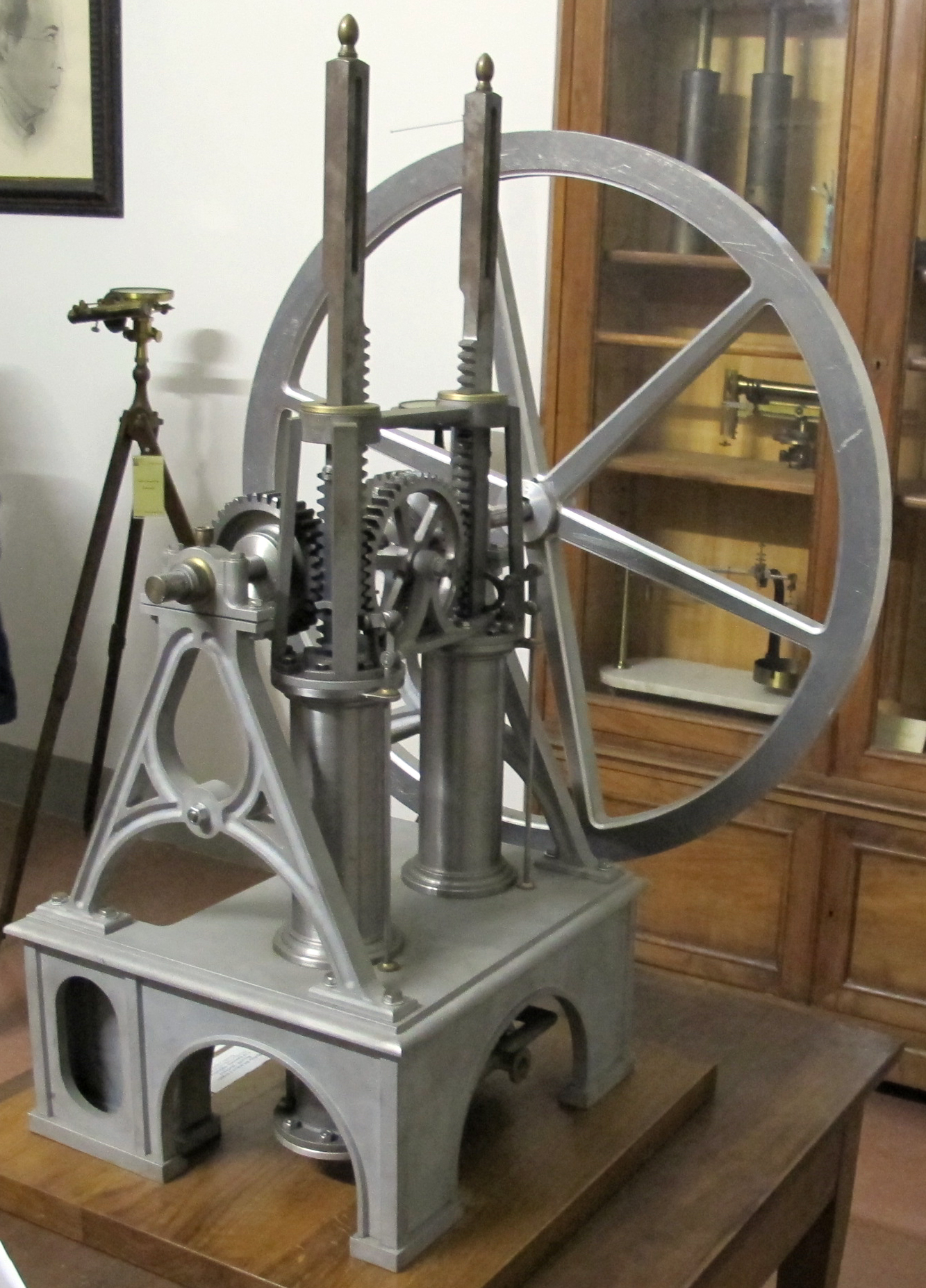
Model del motor Barsanti-Matteucci (1853) a l'Osservatorio Ximeniano de Florència

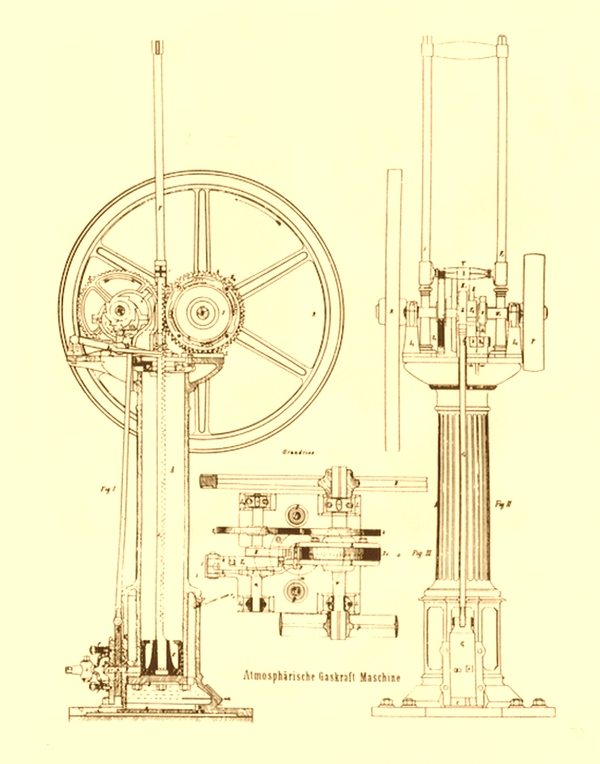
Còpia de la patent del motor de compressió, sol·licitada el 1863 per Niklaus Otto i Eugen Langen per a un motor de gas, a Anglaterra i altres països considerat el primer motor de combustió eficient pels jutges de l'Exposició de París, en contrast amb el de Lenoir

- 1800: Alessandro Volta. Bateria d'elements "secs".[33]
- 1807:Nicéphore Niépce instal·la un motor Pyréolophore en una barca i navega pel riu Saona. El motor anava amb una barreja de molsa, carbó en pols i resina.N'obté la patent el 28 de juliol de 1807 per part de l'emperador Napoleon Bonaparte.[34][35][36][37]
- 1807: L'enginyer suís François Isaac de Rivaz construeix un motor de combustió interna propulsat per una mescla d'oxigen i hidrogen, amb encesa per guspira elèctrica.[38][39]
- 1823: Samuel Brown patenta el primer motor de combustió interna aplicat en la indústria. Era "atmosfèric" (sense compressió) i es basava en el "cicle de Leonardo"-segons Hardenberg-, amb una tecnologia ja anticuada en aquella època.[40][41][42]
- 1824:El físic francès Sadi Carnot va publicar la teoria termodinàmica dels motors tèrmics. Amb la justificació teòrica de la necessitat d'una compressió dels gasos per a augmentar la diferència entre les temperatures de treball superior i inferior. I l'increment del rendiment adiabàtic associat.[43]
- 1826: L'americà Samuel Morey obté una patent per a un motor de gasolina o vapor sense compressió.[44]
- 1832: El francès Hyppolyte Pixii construeix una dinamo amb un imant permanent (que de fet era una "magneto"). La magneto i sistemes derivats ("plats magnètics") s'usarien després en motors d'aviació, automòbils de competició i motocicletes.[45]
- 1832: Estroboscopi inventat per Simon von Stampfer de Viena. Un estroboscopi és útil per a la posada a punt d'un motor.[46]
- 1838: Siegfried Marcus. Patent d'un sistema de encesa per magneto.[47][48][49]
- 1838: L'anglès William Barnet obté una patent per a un motor amb compressió. Primera referència documentada d'una compressió en l'interior del cilindre d'un motor.[50][51]
- 1839: Isaac Babbit inventà l'aliatge anomenat metall babbit amb propietats antifregament i usat en coixinets. Els coixinets dels motors de combustió moderns són una versió modificada d'aquells.[52]
- 1842: Patent d'un termòstat basat en la cinta bimetàl·lica.[53]
- 1851: Heinrich Daniel Ruhmkorff inventa la bobina de Ruhmkorff. Usada en els sistemes d'encesa dels motors. Uns anys abans Nicholas Callan, un capellà irlandès, havia descobert i fet experiments amb la bobina d'inducció (amb alguns casos de seminaristes voluntaris enrampats per les descàrregues accidentals), però no va saber veure cap aplicació pràctica.[54]
- 1855: L'industrial català Casimir Domènech presenta a l'Exposició Universal de París cilindres i planxes d'acer de grans dimensions amb un tremp molt elevat i de gran penetració, seguint un procediment no especificat. Peces de característiques similars(en duresa, resistència i tenacitat) serien molt adequades per alguns components de motors.[55]
- 1854-1857: Els italians Eugenio Barsanti i Felipe Matteucci inventen un motor de 4 cilindres en línia. La patent sembla perduda.[56]
- 1856: L'italià Pietro Benini construeix un prototipus de motor amb una potència de 5 CV, seguint les idees de Barsanti i Matteucci. En els anys següents fabrica motors d'un o dos cilindres més potents usats en aplicacions estàtiques en substitució de màquines de vapor.[57]
- 1859: Gaston Planté. Bateria de plom recarregable.[58]
- 1859: Jacob Edson va patentar la bomba de diafragma o bomba de membrana. Usada en els sistemes d'alimentació de combustible dels motors.[59][60][61]

## Innovacions a partir de 1860

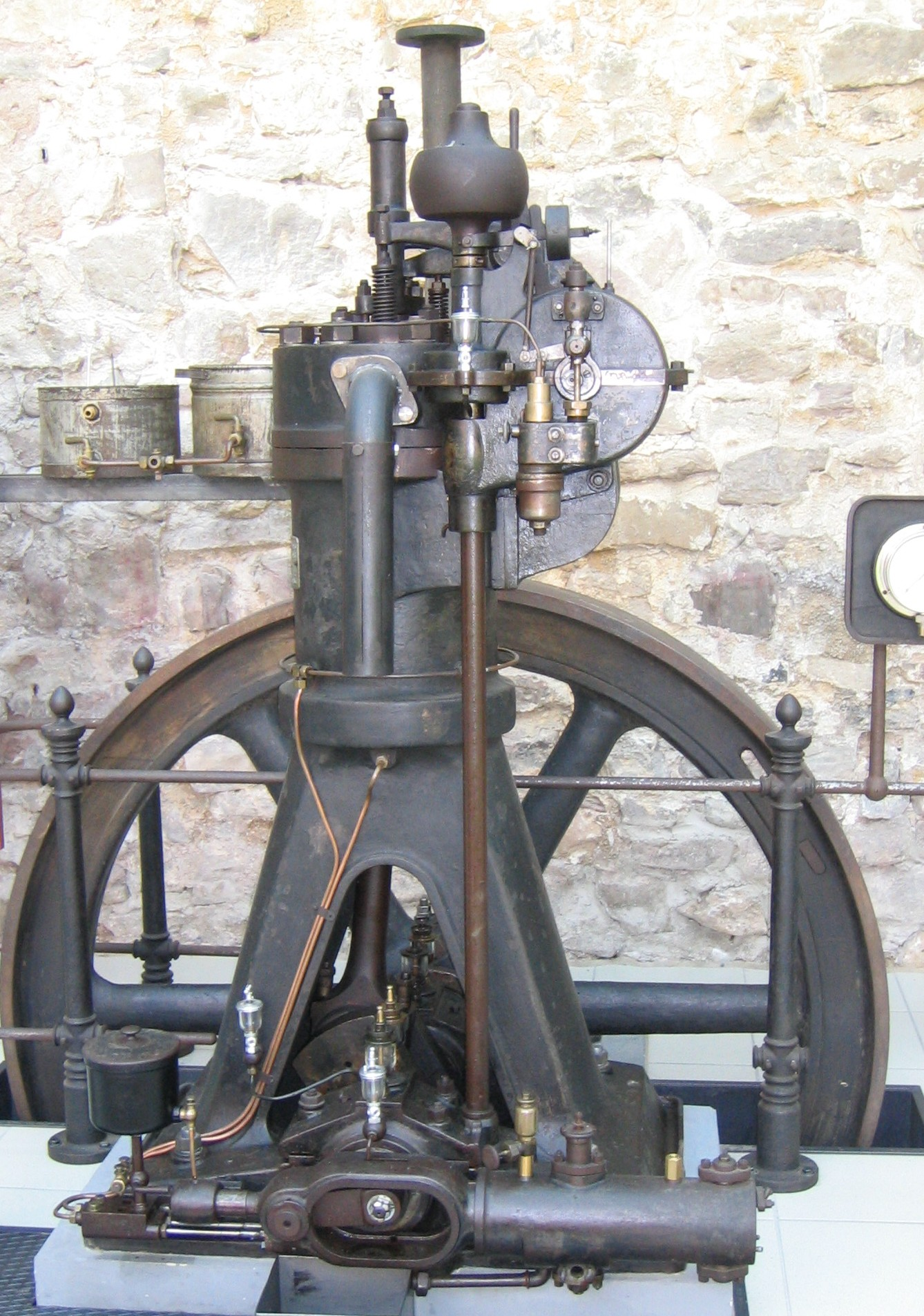
Un motor dièsel construït per MAN AG (1906)

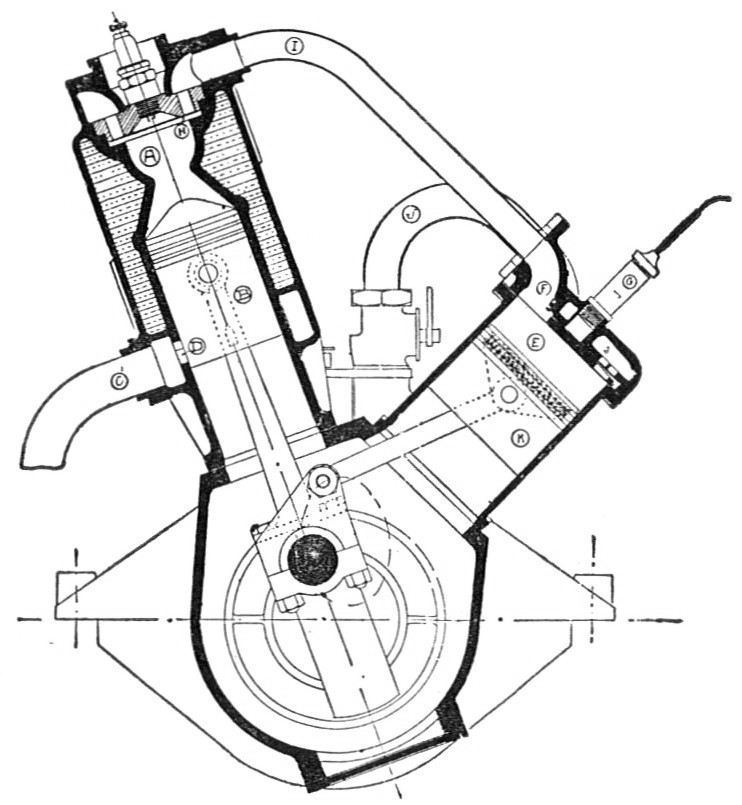
Motor de 2 temps (Dougal Clerk, 1879)

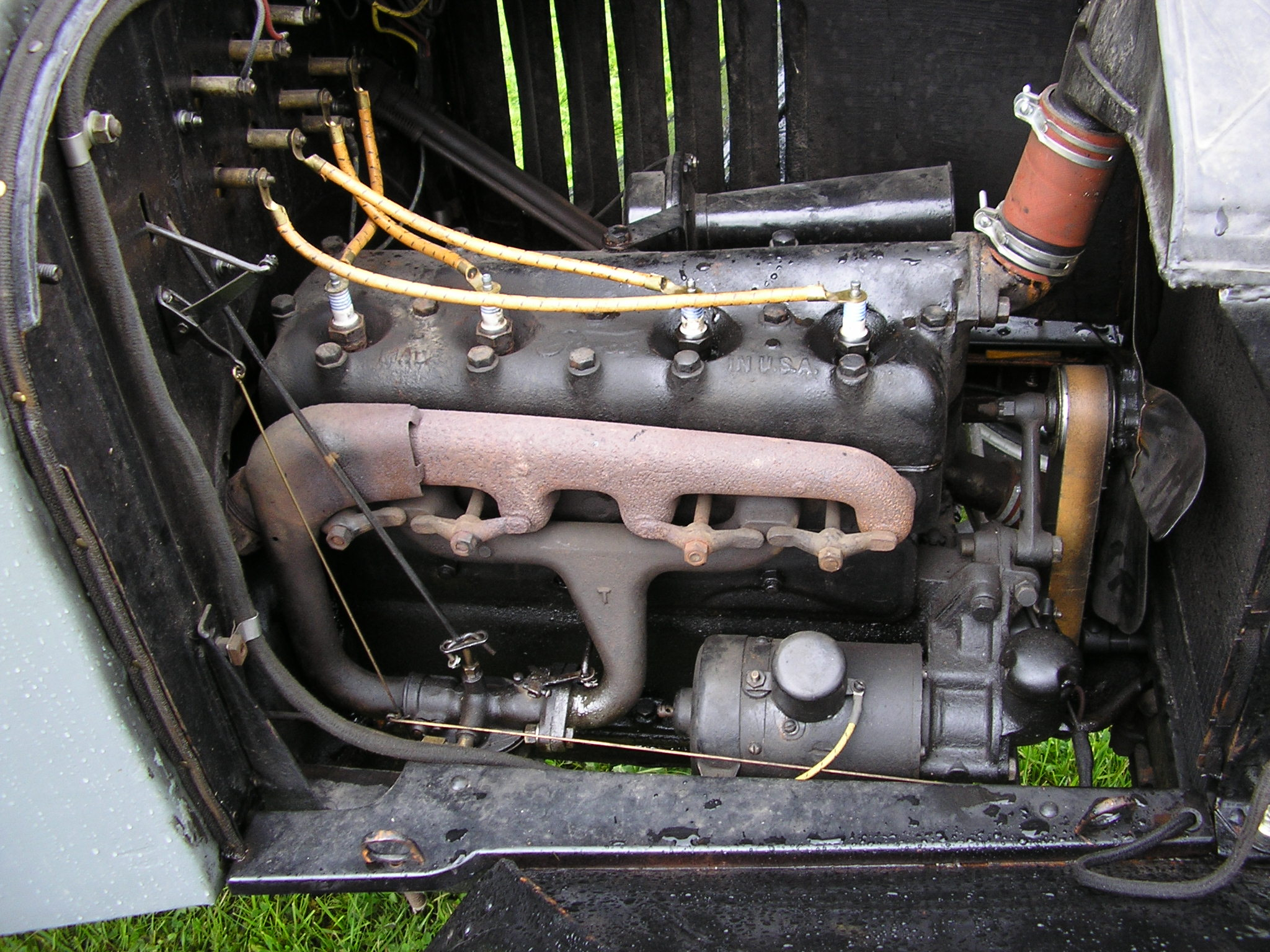
Motor d'un Ford T, de 4 cilindres, 2.896 cc. Amb vàlvules laterals i 20 CV/15kW (fabricat des de 1908)

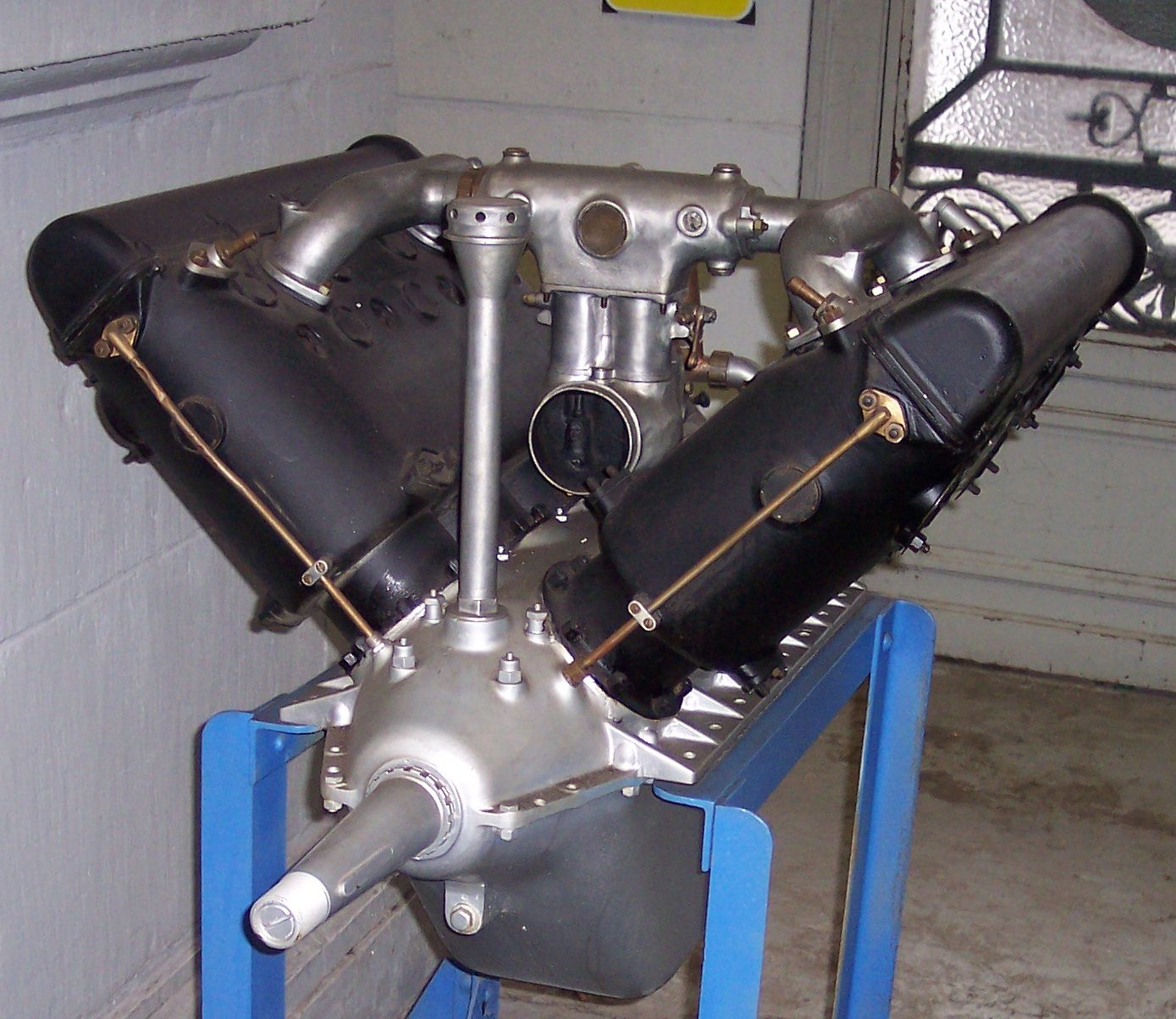
Motor Hispano Suiza 8A

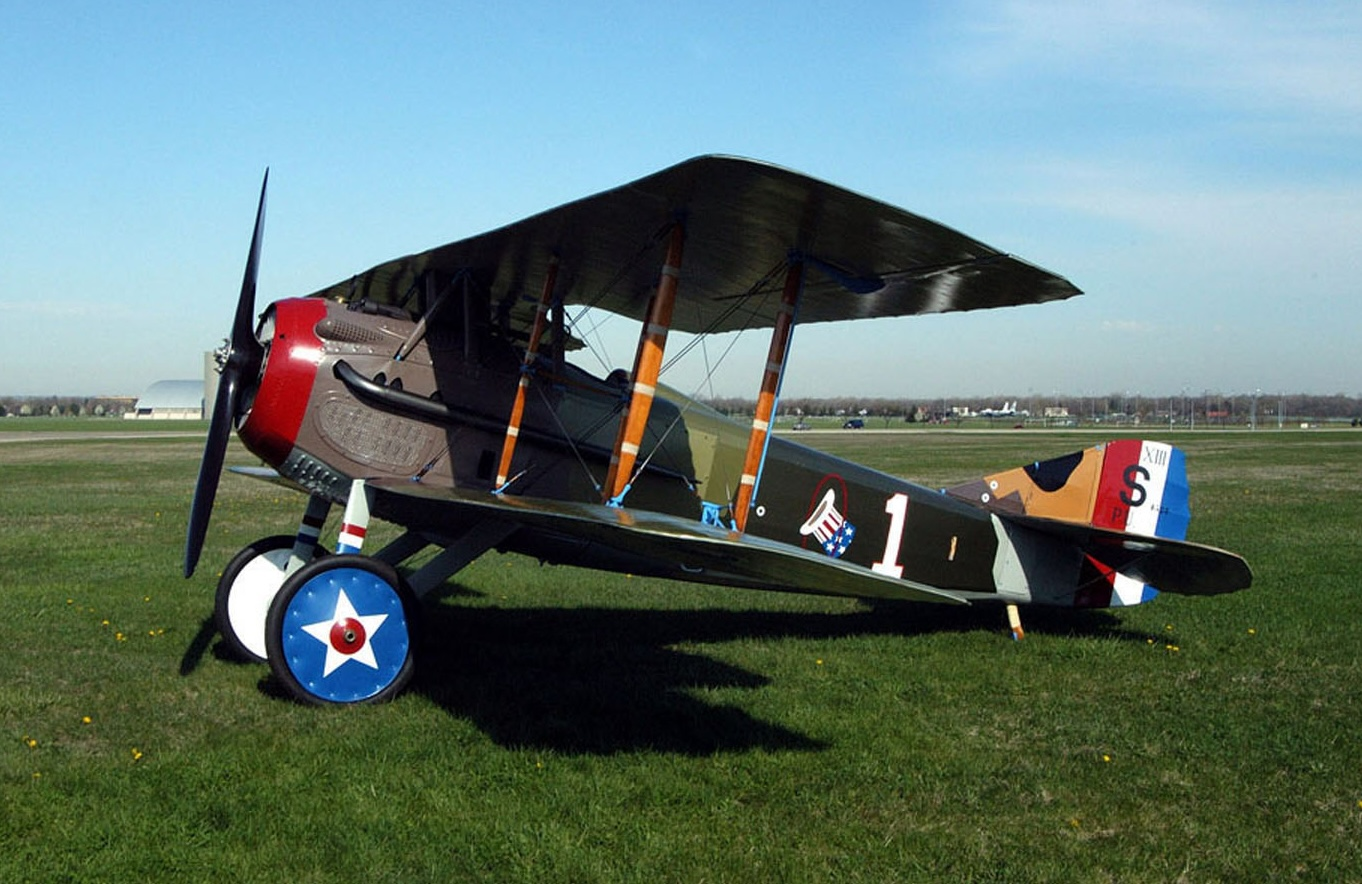
Avió de combat Spad S.XIII amb motor Hispano Suiza 8B (1916)

- 1860: El belga Jean Joseph Etienne Lenoir fabrica un motor de combustió interna semblant a un motor de vapor de doble efecte amb cilindre horitzontal. Amb cilindres, pistons, bieles i volant. Fou el primer motor que va ser construït en quantitats importants.[62]
  - Lenoir és considerat l'inventor de la bugia.[63][64]
- 1860: Philander i Francis Roots patentaren un compressor volumètric, que aviat fou aplicat a la sobrealimentació de motors.[65]
- 1861: Primera patent confirmada d'un motor de 4 temps, a càrrec d'Alphonse Beau de Rochas. Un any abans sembla que Christian Reithmann havia fet un motor semblant però no es pot confirmar a manca d'una patent concreta.[66]
- 1862: L'alemany Nikolaus Otto comença a fabricar un motor de gas. Es tractava d'una llicència del motor sense compressió de Lenoir (no funciona gaire bé i decideix millorar-lo).[67]
- 1863: Nikolaus Otto, patenta a Anglaterra i altres països el primer motor de gas amb cicle de 4 temps (a compressió) dissenyat en col·laboració amb Eugen Langen i el comença a fabricar el 1864.[68]
- 1864: Nikolaus Otto fou el primer en fabricar i vendre un motor de gas. Es tractava d'un motor amb compressió amb un pistó lliure patentat el 1863 amb un bon rendiment en la seva època. A l'exposició Universal de Paris de 1867, el jurat li dona el primer premi, atès que té unes prestacions molt més altes comparant-lo amb el de Lenoir que no és de compressió. Funcionava amb un mecanisme de pinyó cremallera com es pot apreciar a la figura. Tingué un gran èxit en el mercat de petits motors estacionaris.[67]
- 1866: Georges Leclanché. Va patentar la pila humida de "zinc-carboni".[69]
- 1870: Siegfried Marcus fou el primer en instal·lar un motor de gasolina en un carretó manual.[70]
- 1872: George Brayton va sol·licitar una patent per a un motor de combusió externa (es considera de combustió externa, però les explicacions semblen afirmar el contrari) funcionant segons el cicle Brayton. Que és el que utilitzen les turbines de gas.[71]
- 1876: Nikolaus Otto, en col·laboració amb Gottlieb Daimler i Wilhelm Maybach, va perfeccionar el motor amb cicle de 4 temps. Els tribunals alemanys no li concediren l'exclusiva de motors amb compressió ni del cicle de 4 temps. A partir d'aquesta decisió la compressió en els motors es generalitzà.[72]
- 1879: Karl Benz patentà un motor de 2 temps basat en la tecnologia del motor de 4 temps de Beau de Rochas. Posteriorment dissenyà i construí un motor de 4 temps segons idees pròpies. Motor que va muntar en els seus automòbils. Desenvolupat en el 1885 fou patentat el 1886. Foren els primers automòbils fabricats.[73]
- 1881: Camile Faure. Millores en la bateria de plom.[74]
- 1882: James Atkinson patentà el motor amb cicle Atkinson, que oferia una fase de potència per cada revolució amb volums diferents d'aspiració i expansió.[75]
- 1884: Experiments de lubricació hidrodinàmica als laboratoris de l'enginyer anglès Beauchamp Tower (Nom: Beuchamp; Cognom:Tower). La lubrificació del cigonyal en els motors actuals es basa en aquells experiments.[76]
- 1885: Gottlieb Daimler va patentar un compressor volumètric.[77]
- 1887: Gustaf de Laval. Tovera Laval.[78]
- 1889: Patent per a obtenir alumini per electrolisi (procés Hall-Heroult). Aquest procés va convertir l'alumini en un metall assequible i va permetre el seu ús industrial. Moltes peces dels motors són d'aliatges d'alumini.[79]
- 1891: Herbert Akroyd Stuart, inventor i fabricant de motors semi-dièsel (motors de bulb calent, amb ignició per compressió) que empraven un sistema de injecció de combustible a pressió.[80]
- 1891: Motor de 2 temps amb vàlvules de llengüeta (“reed valve” en anglès) patentat per Joseph Day.[81][82]
- 1892: Rudolf Diesel.[83]
- 1896: Karl Benz. Motor "boxer".[84]
- 1896: Frederick Lanchester "boxer". Aquell motor tenia dos cilindres horitzontals i oposats, que transmetien el moviment a dos cigonyals independents i equilibrats – girant en sentits contraris- mitjançant sis bieles. No era un veritable motor boxer pel fet que els moviments relatius dels pistons anaven en el mateix sentit. Com en un motor en V a 180 graus.[85][86]
- 1896: Gustav Mees. Primera patent de vàlvules desmodròmiques.[87]
- 1897: El que seria guanyador d'un premi Nobel, el suec  Nils Gustaf Dalén va proposar una turbina de gas.[88]
- 1900: Rudolf Diesel esposà el seu motor a l'Exposició Universal. L'oli de cacauet n'era el combustible.[89]

## Innovacions a partir de 1900

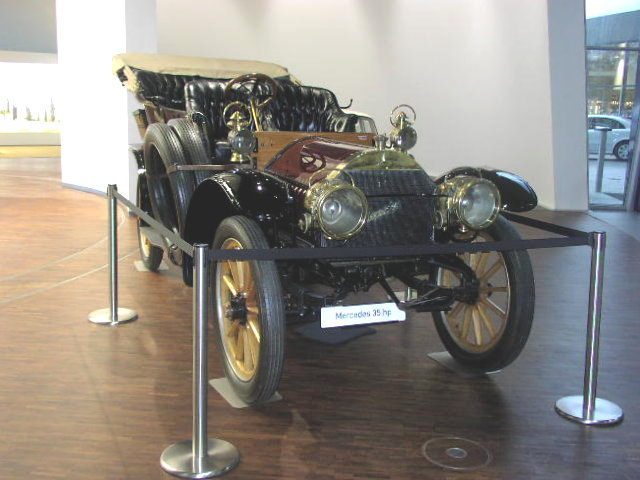
Mercedes 35hp, amb motor dissenyat per Maybach

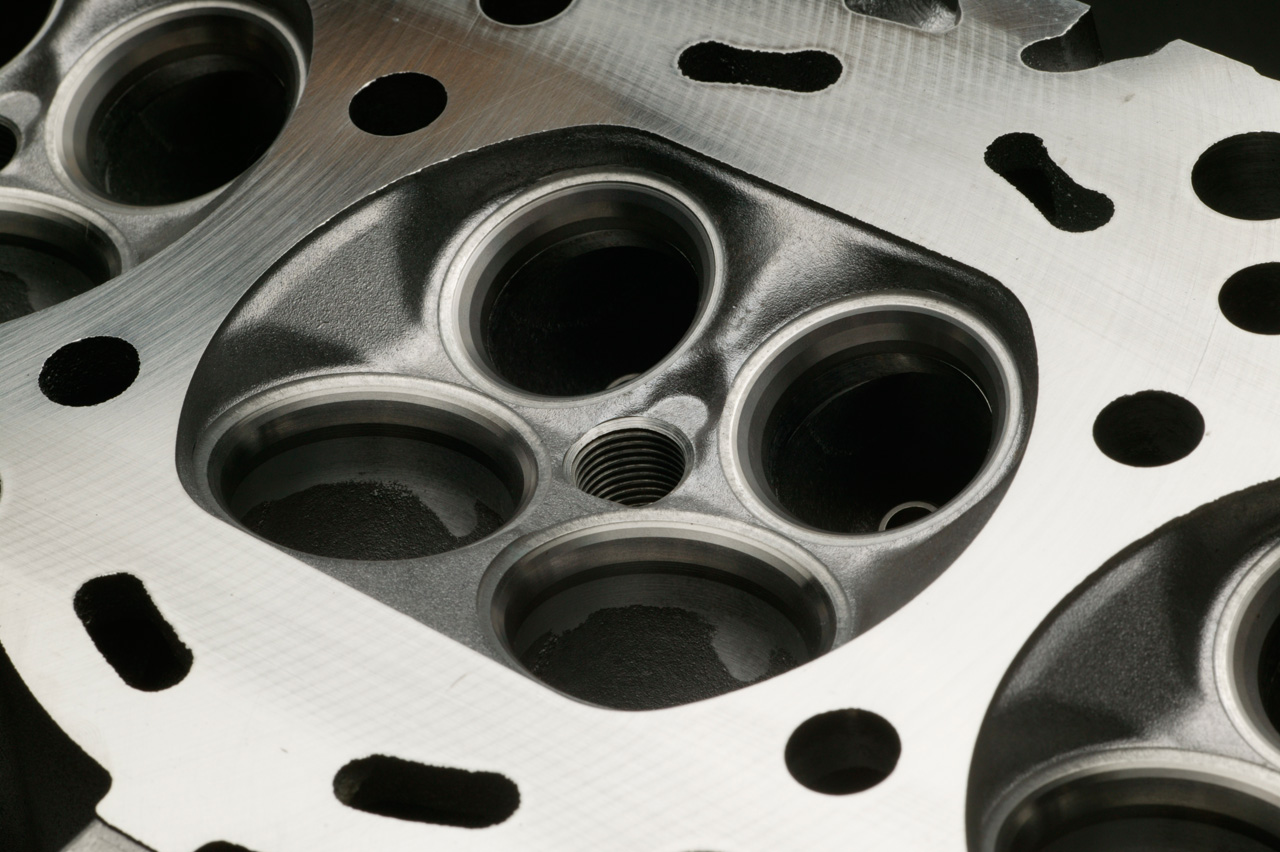
Seients de vàlvula en un motor Nissan VQ35DE de 4 vàlvules per cilindre

- 1900: Wilhelm Maybach dissenyà un motor segons especificacions d'Emil Jellinek, per a ser fabricat a la fàbrica de Daimler Motoren Gessellschaft. El motor s'anomenà Daimler-Mercedes pel nom de la filla del senyor Jellinek. Automòbils amb aquest motor foren construïts des de 1902.[90][91]
- 1901: Packard. Avanç manual de l'encesa.[92]
- 1901: George Herbert Skinner. Carburador SU.[93]
- 1902: Invenció per part de Gottlob Honold, enginyer de Robert Bosch, de la primera  bugia d'alt voltatge comercialment viable com a part d'un sistema d'ignició magnètic.[94]
- 1903: Konstantín Tsiolkovski. Preconitzava l'ús de coets amb combustible líquid per a arribar a l'espai exterior, fora de l'atmosfera terrestre.[95]
- 1903: Aegidius Elling construí una turbina de gas amb un compressor centrífug. La primera turbina de gas que va funcionar de manera contínua.[96]
- 1905: Alfred Buchi va patentar el turbocompressor i en va fabricar alguns.[97]
- 1905: Cameron Waterman patenta un motor de foraborda de 4 temps. El 1907 en va fabricar uns 24. Els cinc anys següents en va vendre milers d'unitats.[98]
- 1905: Bateries elèctriques usades en automòbils. Només per al sistema d'enllumenat.
- 1903-1906: L'equip format per Armengaud i Lemale construí una turbina de gas amb tres compressors accionat per una turbina. La relació de compressió era molt baixa, 3:1, i el rendiment massa petit (aproximadament d'un 3%) feu abandonar el projecte.
- 1907: Aparició de les primeres  gasolineres documentades. A Seattle i a Saint Louis.[99][100]
- 1907: Elwood Haynes patentà l'aliatge "Stellite". Encara usat en seients de vàlvules de motors.[101]
- 1908: Ernest Godward, neozelandès, inventà un "economitzador" de combustible.[102]
- 1908: Hans Holzwarth investiga de forma pràctica en una turbina basada en el cicle Otto. La combustió es produïa a volum constant i, a igualtat de materials, havia de tenir més rendiment que les turbines de cicle Brayton. L'any 1927 havia assolit un rendiment del 13%.[103]
- 1908: René Lorin patentà un disseny de motor "ramjet".[104]
- 1908: Comença la fabricació de l'automòbil Ford T, amb un motor de 4 cilindres. Arxivat 2013-02-11 a Wayback Machine.
- 1910: Cadillac. Encesa per distribuïdors Delco.[105]
- 1910: Charles Y. Knight. Patent del motor Knight, sense vàlvules amb camisa corredora. Sembla que hi ha una patent de 1906.[106][107][108]
- 1912: Charles Kettering inventà el primer motor d'arrencament pràctic.[109]
- 1912: Delage Grand Prix. Vàlvules desmodròmiques.[110]
- 1913: Peugeot va guanyar les 500 milles de Indianapolis amb un motor de 4 cilindres en línia i 2 arbres de lleves en culata, de 4.600 cc de cilindrada.[111]
- 1913: Cadillac. Motors d'arrancament elèctrics en automòbils, accionats per bateria elèctrica.[112]

## Innovacions des de la Primera Guerra Mundial fins al final de la Segona

Motor de pistons lliures Pescara funcionant com a generador de gasos calents per a accionar una turbina.

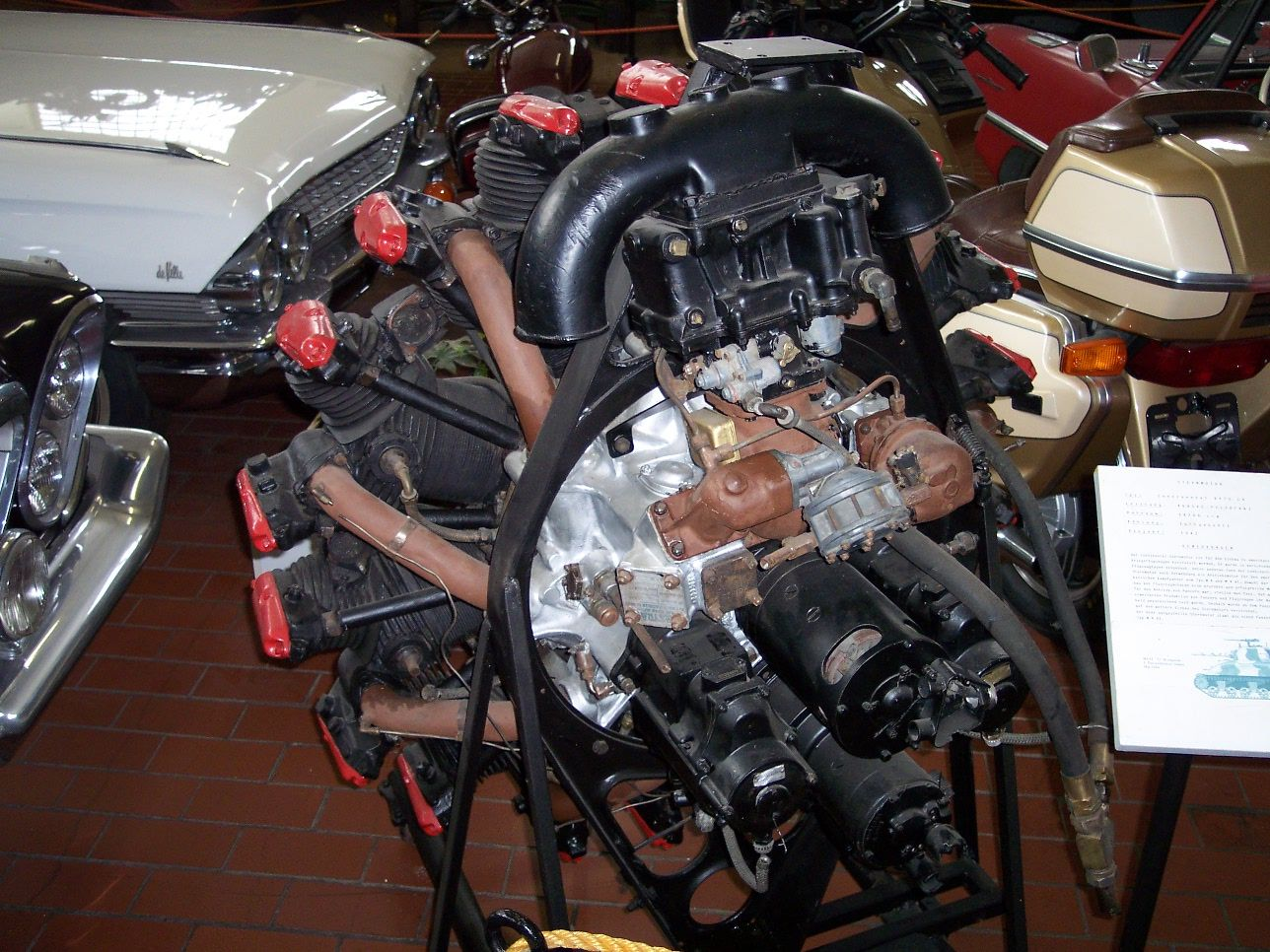
Motor Wright R-975, 9 cilindres en estrella. Versió per a tanc Sherman (1927)

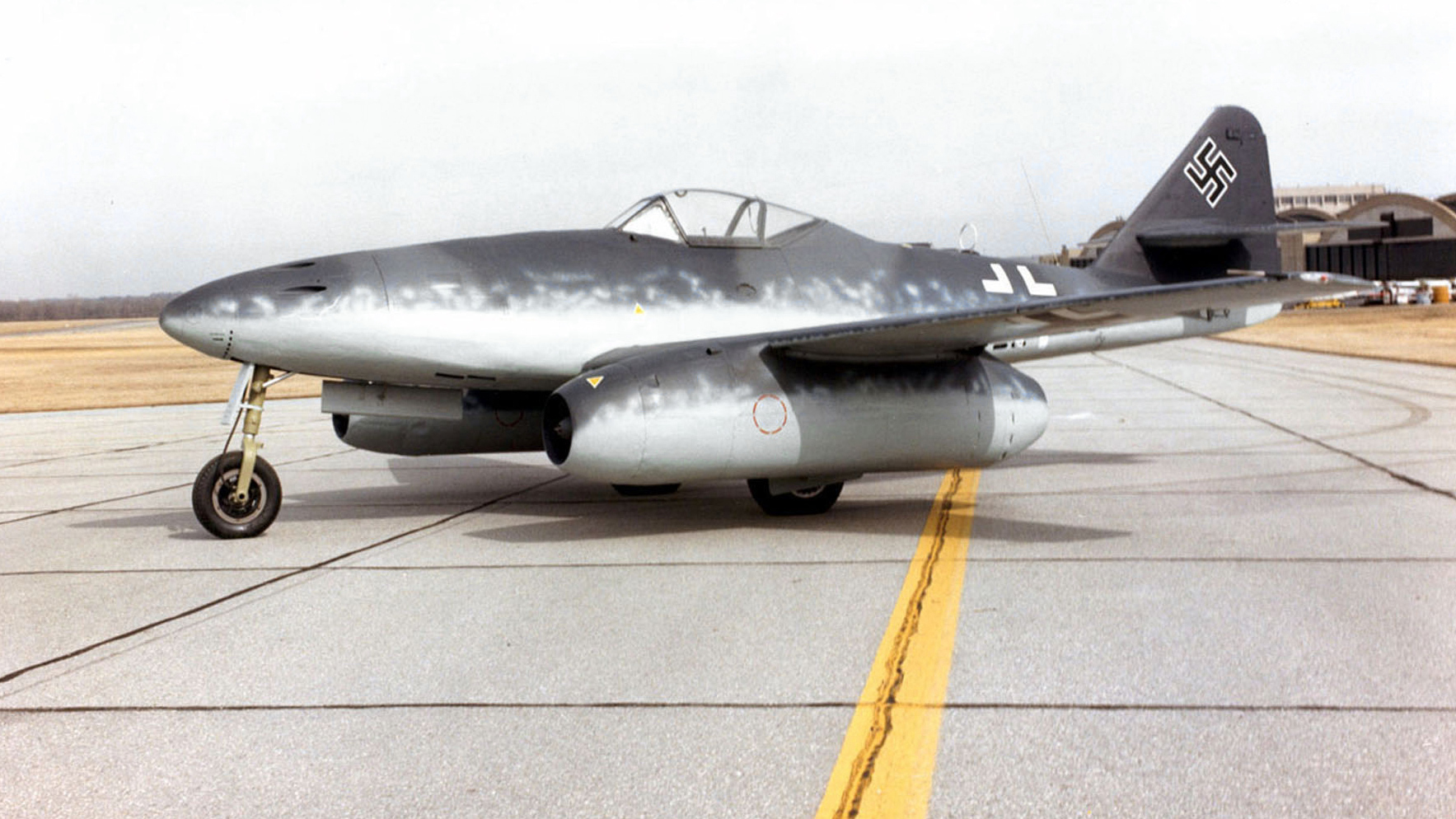
Messerschmitt Me 262A al museu National Museum of the United States Air Force. Amb dos motors de reacció.

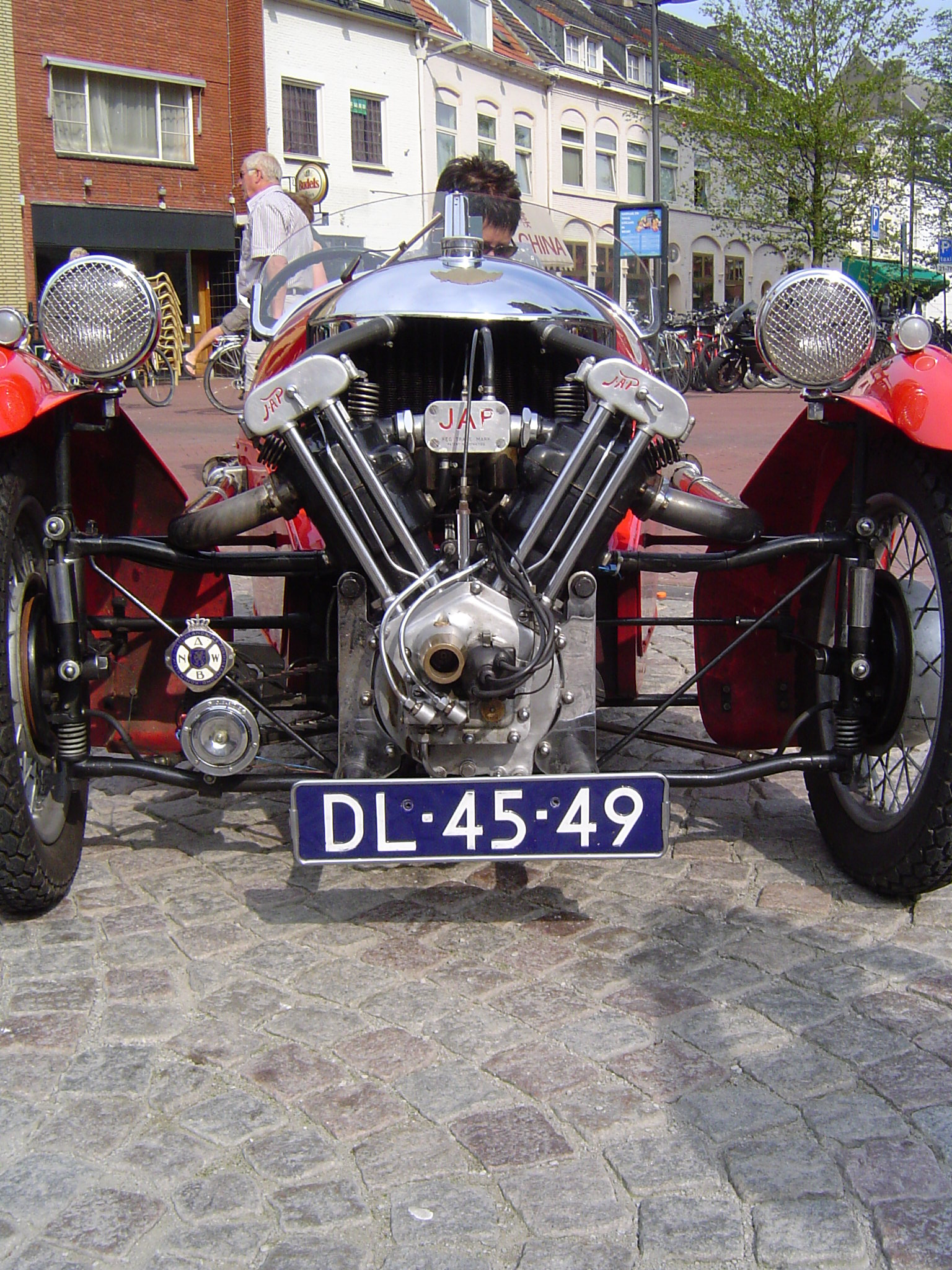
Morgan Super Sport amb un motor JAP (1934)

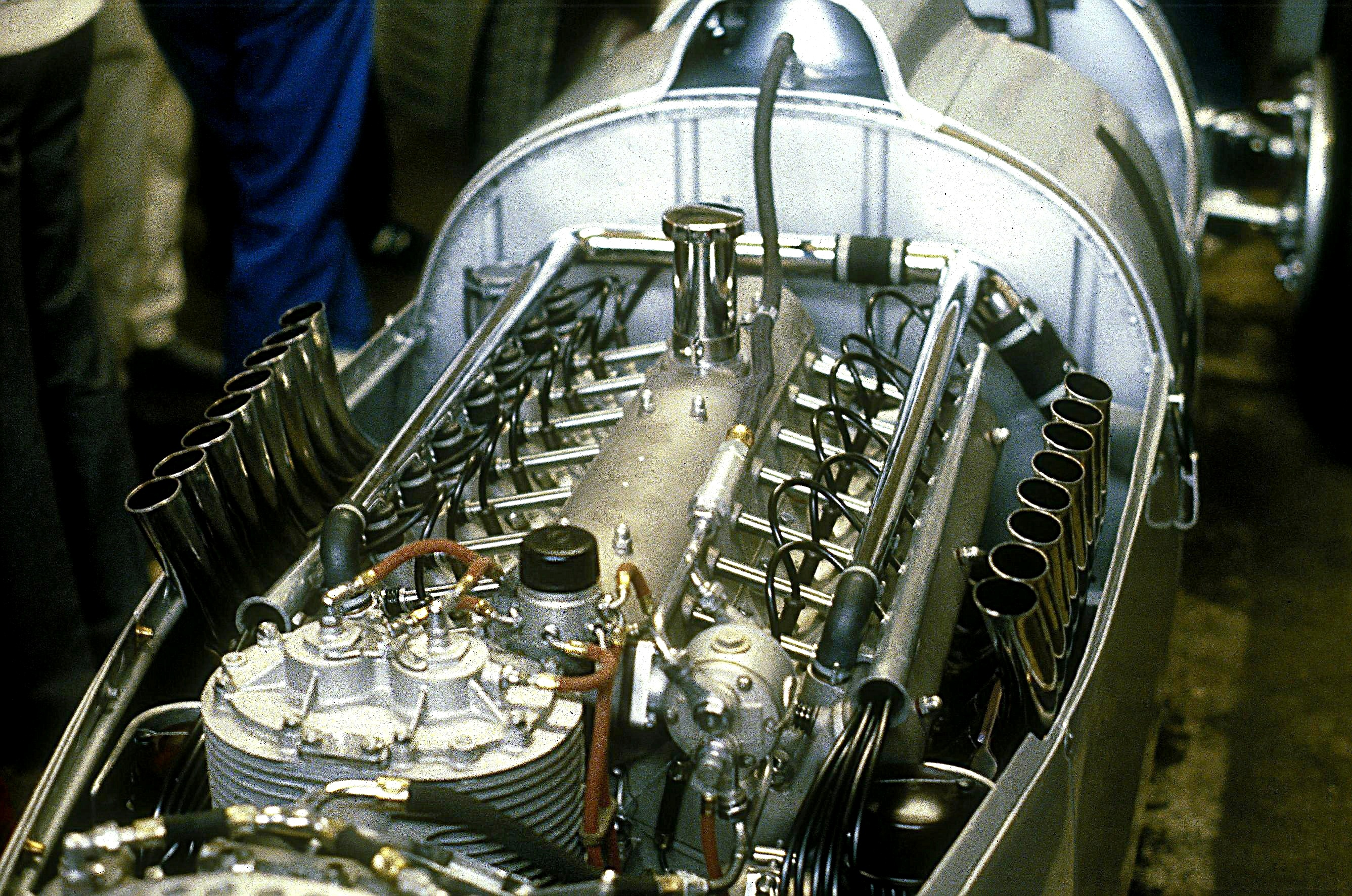
Motor AutoUnion V16

- 1914: Motor Hispano Suiza per a avions, model 8A.[113]
- 1914: Elektron, aliatge de magnesi, molt lleuger (densitat 1,8 g/cm3). Usat en diverses parts de motors.
- 1915. Primer filtre d'aire en el carburador de l'automòbil Packard Twin Six.[105][114]
- 1916: Auguste Rateau suggerí usar els gasos d'escapament del motor per a accionar compressors i millorar les prestacions dels motors d'aviació a gran altitud.[115]
- 1917: L'enginyer ripollès Ramon Casanova i Danés va presentar i patentar un pulsoreactor, que va denominar Motor de explosión para toda clase de vehículos. Una reproducció d'aquest pulsoreactor s'exhibeix al Museu de la Ciència i la Tècnica de Catalunya a Terrassa.[116][117]
- 1920: En un informe a la R.A.F. William Joseph Stern opinava que el motor de turbina no tenia futur en la aeronàutica. Basava les seves conclusions en el baix rendiment dels compressors de l'època.[118]
- 1920?: Cambra de combustió Heron (dins del pistó amb culata plana). L'inventor, Samuel D. Heron patentaria després les vàlvules refredades amb sodi (1923 i 1929) i milloraria el motor Wright de 9 cil. en estrella amb què Charles Lindbergh va volar sense escales sobre l'Atlàntic en 1927.[119]
- 1921: El pilot Tommy Milton guanya les 500 milles de Indianapolis. Els pistons del motor eren de magnesi (Elektron, DowMetal), produït per la companyia Dow Chemical.[120]
- 1923: Maxime Guillaume patentà la turbina de gas de flux axial. Amb etapes múltiples en el compressor i la turbina i una cambra de combustió de grans dimensions.[121]
- 1923: Tatra. Motor boxer 2 cilindres refredat per aire.[122]
- 1923: Un informe d' Edgar Buckingham al National Bureau of Standards dels Estats Units sobre els motors de reacció declarava que tenien un rendiment insuficient, amb consums de combustible cinc vegades més grans que els motors de pistons.[123]
- 1924: Ferdinand Porsche. Motor boxer Daimler-Benz (F 7502) 2 cilindres refredat per aire.[124]
- 1925: El suec Jonas Hesselman presentà un motor de gasolina amb injecció directa de combustible.[125][126]
- 1925: Clessie L.Cummins. Patent d'un injector de combustible.[127]
- 1925: Wilhelm Pape va patentar un motor de volum constant.[128]
- 1926: Alan Arnold Griffith va publicar un estudi sobre el funcionament i les bases teòriques de les turbines de gas ("Aerodynamic Theory of Turbine Design"), indicant els errors de les tubines construïdes fins aleshores i les millores possibles. Va explicar la manera de construir un turbopropulsor.[129]
- 1926. Robert Goddard va llançar el primer coet amb propergols líquids.[130]
- 1927: Bomba de injecció Bosch, de tipus mecànic per a gasoli i destinada a motors dièsel.[131]
- 1927: Publicació de l'obra "Steam and gas turbines" per Aurel Stodola. Referència dels futurs dissenys de motors de reacció.[132]
- 1927: Prova d'un turbocompressor d'arbre únic a la Royal Aircraft Establishment, amb àleps  de secció aerodinàmica (tipus ala d'avió).[133]
- 1928: Raul Pateras, marquès de Pescara i resident a Barcelona, patentà un motor de pistons lliures.[134][135]
- 1928. Myron F. Hill. Patent per a una bomba Gerotor. Emprada, entre d'altres, com a bomba d'oli en motors.[136]
- 1928: Motor Waukesha amb relació de compressió variable per a determinar l'índex d'octà.[137]
- 1928: Automòbil Opel mogut per coets de pólvora negra premsada. (Amb elements aerodinàmics mal dissenyats). A la vegada experimental i publicitari.[138][139]
- 1929: Wright R-975. Motor de 9 cilindres en estrella, refredat per aire.[140]
- 1929: Lycoming R-680. Motor de 9 cilindres en estrella, refredat per aire.[141]
- 1929: Frank Wittle va publicar les seves idees sobre motors de reacció.[31]
- 1929: Motor pulsoreactor patentat a Alemanya per Schmidt.[142]
- 1929: Patent per a una vàlvula amb sodi a l'interior. Des de 1910 hi havia hagut diversos intents de millorar el refredament de les vàlvules, amb dissenys de vàlvules buides i plenes de mercuri. L'ús del sodi fou un progrés important que s'ha mantingut fins a l'època actual.[143]
- 1929: Felix Wankel. Patent d'un motor rotatiu.[144]
- 1930: Studebaker. Avanç de l'encesa pel buit de l'admissió.[49]
- 1930: Frank White va patentar el motor de reacció.[145]
- 1930: Cadillac: Motor V16 per a automòbils.[146]
- 1931: Chrysler. Avanç de l'encesa per buit i força centrífuga combinats.[49]
- 1931: Tatra. Motor V12 refredat per aigua.[147]
- 1932: 1932. Fou publicat el primer treball sobre l' Índex d'octà, aleshores anomenat RON (Research octane Number). Després d'una primera introducció el 1947, esdevindria norma ASTM l'any 1951.
- 1932: Presentació del motor Bourke, dissenyat per Russell Bourke. Amb sistema "scotch yoke".[148]
- 1933: Heraclio Alfaro. Patent d'un motor amb arbre central i cilindres en disposició de revòlver actuant sobre l'arbre a través d'un sistema de lleves.[149]
- 1934: Cuirassats Deutchsland, Admiral Graf Spee i Admiral Scheer cadascun amb 8 motors dièsel de dos temps i doble acció i una potència total de 52.050 CV.[150]
- 1935: La firma Opel aplica el granallatge a les molles de vàlvula dels motors. Es tracta d'un procediment que augmenta molt la resistència a la fadiga.[151]
  - El granallatge (“shot peening”) augmenta la vida de les molles elàstiques d'acer trempat.
  - L'estudi sistemàtic del procediment el realitzaren Zimmerli (1940) i, sobretot, Almen, autor d'una patent, una màquina per a granallar i una proveta per a mesurar la intensitat del granallatge.[152][153]
- 1936. Sergius Vernet inventa el termòstat de càpsula de parafina.[154]
- 1936: El francès René Leduc fa funcionar un prototipus de "ramjet".[31]
- 1937: Patent de Michael Kadenacy (sobre l'efecte Kadenacy en motors de dos temps). Hi ha patents angleses prèvies.[155]
- 1937: Motor Junkers Jumo 204. Dièsel 2 temps, 6 cilindres-12 pistons.[156]
- 1937: El motor de reacció experimental Heinkel HeS 1, amb compressor centrífug i hidrogen com a combustible fa les primeres proves a Hirth.
- 1937: Patent per a un sistema de compressor amb refredament de l'aire comprimit ("intercooler"). Louis Birkit (familiar de Marc Birkit de Hispano Suiza?).[157]
- 1938: C. H. Baxley and T. B. Rendel (J. Soc. Auto. Eng., 1938, 42, 27— 36t) publiquen un treball sobre els combustibles dièsel. Les seves conclusions foren la base de la norma ASTM D613 (Standard Test Method for Ignition Quality of Diesel Fuels by the Cetane Method), que introduïa el concepte d'índex de cetà (vegeu Alcà).[158][159]
- 1938: Volkswagen. Motor de 4 cilindres boxer refredat per aire, dissenyat per Ferdinand Porsche.[160]
- 1940: Alfa Romeo 6C2500. Sistema elèctric de injecció de gasolina Caproni-Fuscaldo.[161]
- 1940: Brown Boveri. Compressor Comprex, per ones de pressió.[162]
- 1941: Jeep. Motor de 4 cilindres, cambra de combustió en L.[163][164]
- 1941: Tanc Sherman. Amb motor Wright (vegeu Wright R-975, any 1929) fabricat per Continental.[140]
- 1942: Primer vol d'un avió amb motor de reacció, amb el Messerschmitt Me 262. El dissenyador del motor fou l'enginyer austríac Anselm Franz.[165][166]
- 1942: Tanc Tiger amb motor Maybach HL 230 P45, de 12 cilindres en V.[167]
- 1942: Motor Rolls-Royce Merlin 61. Primer motor d'aviació amb compressor centrífug de dues etapes amb "intercooler" i "aftercooler".[168]
- 1943: Fosa nodular inventada per Keith Willis. Entre altres peces de motors, serveix per a fabricar  cigonyals.[169][170][171][172]
- 1945: Stuart Hillborn. Sistema de injecció per a automòbils "hot rod".[173][174]

## Període 1945-2000

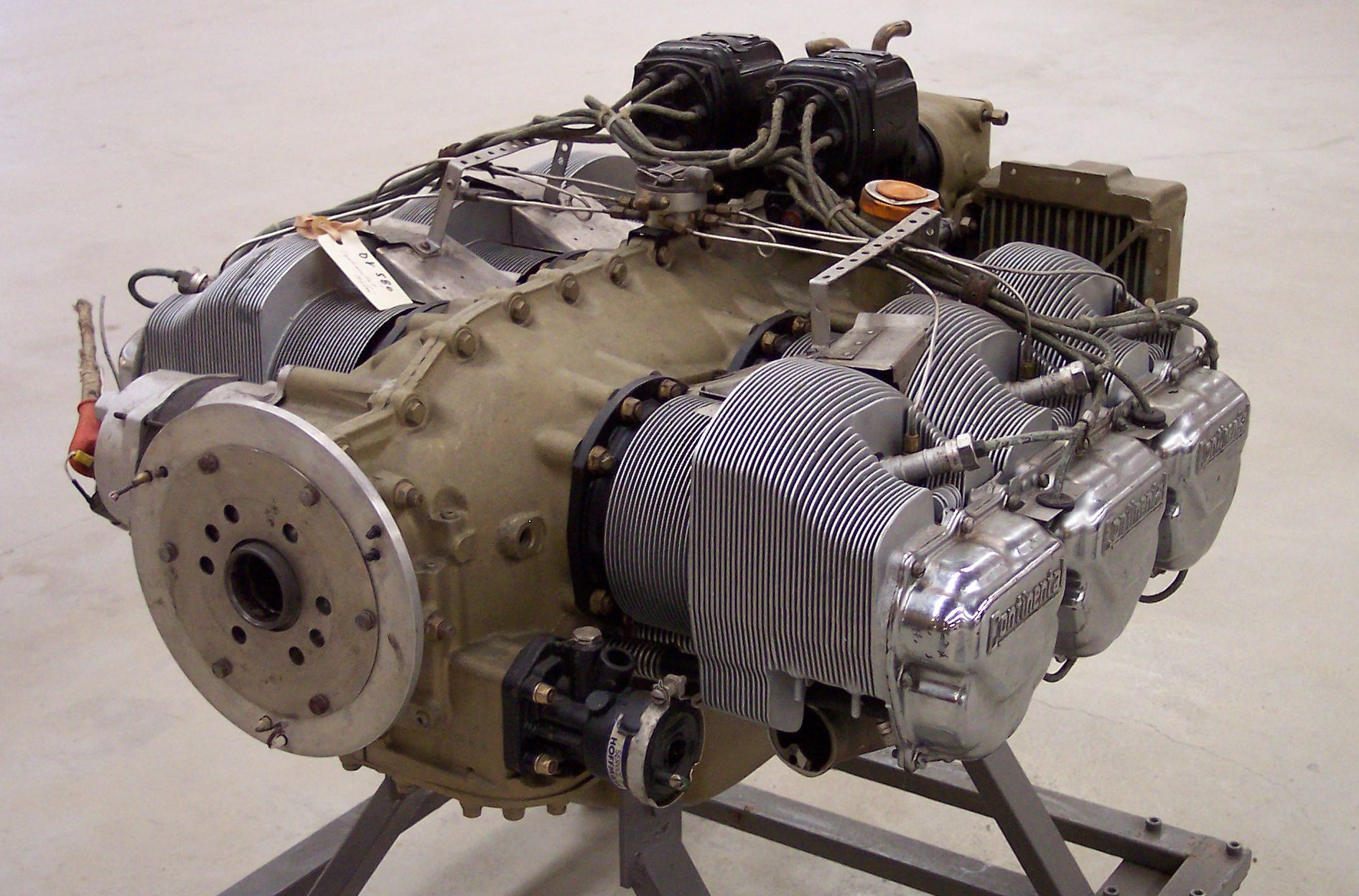
Motor d'aviació Continental O-520. De 6 cilindres oposats en pla (bóxer) i refredats per aire

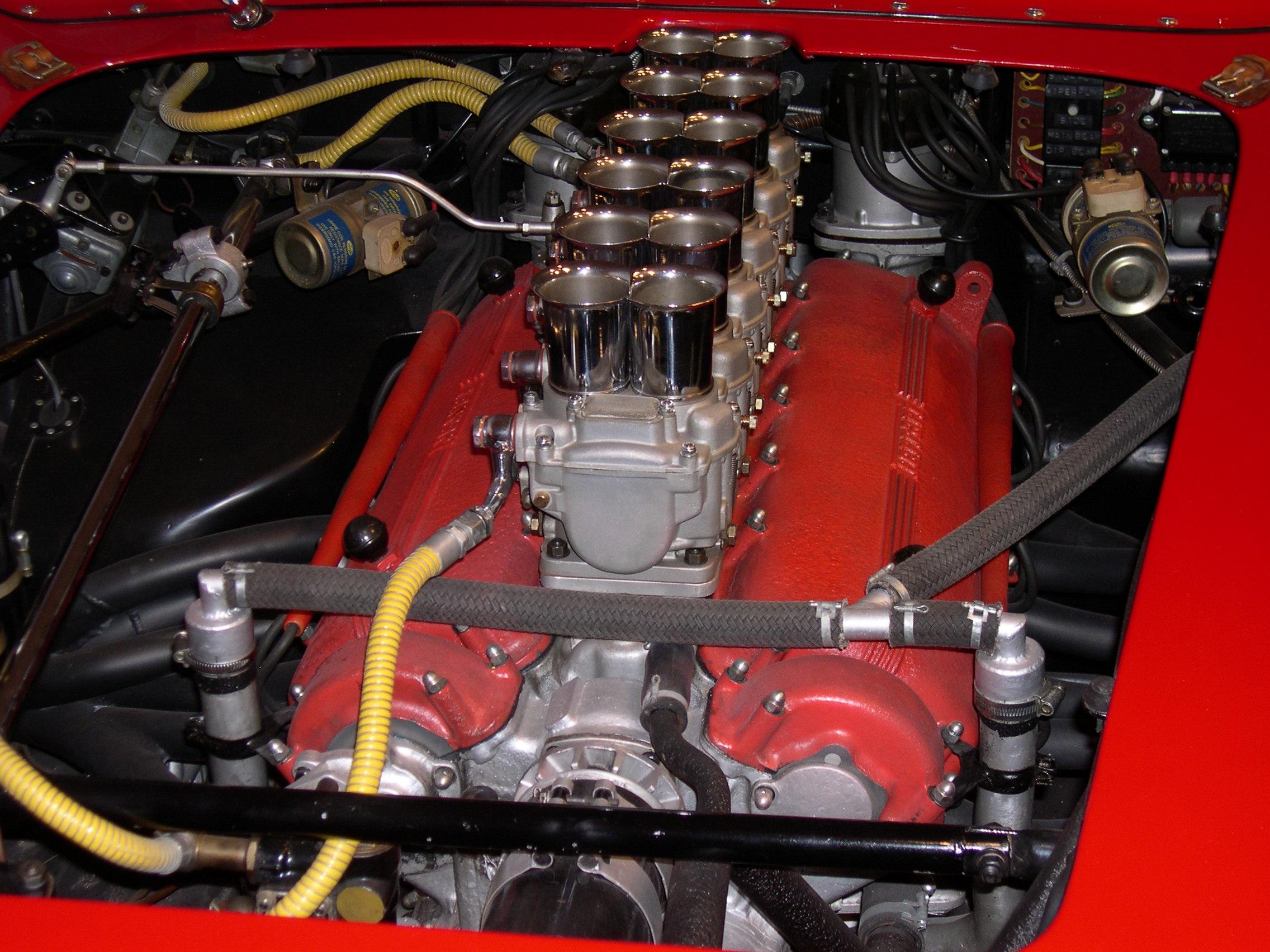
Motor Ferrari 125 "Testa Rossa" de 1961, amb sis carburadors Weber de doble cos. Vegeu les trompetes d'admissió just al damunt

- 1947: Primer motor Ferrari V12, dissenyat per Gioacchino Colombo. Dues vàlvules per cilindre, un arbre de lleves en cada culata i una cilindrada total de 1.496,77 cc. Amb una relació de compressió de 7,5:1 donava una potència de 118 CV (88kW) a 6.800 rpm.[175]
- 1947: Dykes. Patent per a un anell de pistó en forma de L. Paul de Kantzow Dykes (UK).[176]
- 1948: Citroën 2 CV. Motor de 2 cilindres boxer refredat per aire.[177]
- 1949: Motor BRM V16.[178]
- 1950: Motor Napier Deltic.[179][180]
- 1950: Rover Jet. Automòbil de turbina de gas.[181]
- 1950: Sistema per a injecció de gasolina Bendix Electrojector.[182]
- 1951: Tony Vanderwell. Primers èxits dels coixinets llisos de paret prima (Thin-Wall bushings o Thin wall bearings en anglès) en motors de competició.[183]
- 1951:Daniel Zimmermann. Primera vàlvula rotativa en motors de 2 temps?[184]
- 1952: Bosch. Sistema de injecció de gasolina en automòbils de turisme (Goliath GP700, Gutbrod Superior 600).
- 1953: Walter Kaaden. Va perfeccionar la vàlvula rotativa o vàlvula de disc en els motors de dos temps a la firma de motocicletes MZ.[184]
- 1953 : Coixinets aerodinàmics ("Foil bearings" o "foil-air bearings" en anglès). Usats en turbines de gas. No necessiten ni oli, ni aire a pressió per a funcionar.[185]
- 1954: Primer prototipus funcional del motor rotatiu de Felix Wankel.[186]
- 1956: Injecció de combustible Lucas, per sistema mecànic. Usada per primer cop en els automòbils Jaguar tipus D.[187]
- 1956: W.C. Bubniak. Patent per a un recuperador de calor rotatiu. Usat en algunes turbines de gas posteriors.[188]
- 1957: Motor Napier Deltic Turbocompound.
- 1957: A la Zona Franca de Barcelona s'inicià la producció del SEAT 600 . Amb un motor de gasolina de 4 temps, 4 cilindres i 633 cc.
- 1959: Chevrolet Corvair. Motor 6 cilindres boxer refredat per aire.[189]
- 1961: Delco Division (General Motors). Distribuïdor sense contactes ni condensadors, basat en l'electrònica.[49]
- 1963: Motor Porsche 6 cilindres oposats en pla (bóxer), refredat per aire forçat. Originalment tenia una cilindrada de 2000 cc i equipava el model 911.[190]
- 1963: Rover-BRM. Automòbil esportiu amb motor de turbina de gas que participà en les 24 hores de Le Mans.[191][192]
- 1963; Automòbil de turbina Chrysler Turbine, fabricat en petita sèrie per a proves reals en carretera.[193]
- 1966: Motor BRM H16 (Referència BRM P75). Aquest motor de competició, dissenyat per Tony Rudd i Geoff Johnson, estava format per dos motors de 8 cilindres bòxer superposats amb dos cigonyals connectats entre si. Va tenir molts problemes per manca de fiabilitat.[194]
- 1966: Wesley V. Taylor. Patent per a una turbina de gas amb recuperador rotatiu de calor.[195]
- 1967: Motor Ford Cosworth per a Fórmula 1, 3000 cc, V8.[196]
- 1967: Un STP Oil Special amb motor de turbina participà (i va estar a punt de guanyar) a les 500 milles de Indianapolis.[197]
- 1967: Motor BMW Apfelbeck per a Fórmula 2. Amb 4 vàlvules en disposició radial.[198]
- 1968: Harry Ricardo; Llibre "The high-speed internal combustion engine".[197]
- 1968: Howmet. Automòbil esportiu amb motor de turbina de gas (Turbina Continental TX Red Seat).[199]
- 1973: Camió dúmper prototipus Terex 33-19 "Titan". Amb un motor de 16 cilindres en V de 169,49 litres i una potència de 3300 CV(2500 kW).
- 1980: Renault Fórmula 1. Vàlvules amb molla pneumàtica.[200]
- 1983: Porsche 917/30. Motor 12 cilindres en V de 180 graus (cilindres en pla però no del tipus bóxer). Amb dos turbocompressors i 1580 CV (1180 kW).
- 1983: La societat Agip proporciona a Ferrari una gasolina amb aigua emulsionada per a Fórmula 1.[201]
- 1983?: Artés Jet (Barcelona). Primera microturbina axial per a aeromodels.[202][203]
- 1984: Michael L. McKay. Patent d'un sistema de injecció de combustible a baixa pressió assitit per aire. Propietat de l'empresa australiana Orbital.[204][205]
- 1990: George J. Coates. Patent d'una vàlvula rotativa.[206]
- 1991: Victòria d'un Mazda 787 B a les 24 Hores de Le Mans. Amb un motor Wankel de 4 rotors.
- 1995: Patent d'un sistema termo-fotoelèctric de generació d'electricitat a partir de la combustió de gas.[207][208]
- 1997: Patent d'un motor de turbina amb cicle de detonació ("Detonation Cycle Gas Turbine engine").[209]
- 1997: Viking 29. Automòbil construït amb motor elèctric i generadors termo-fotoelèctrics per combustió de gas.[210]
- 1997: Honda, mini motor de 4 temps. Cilindrada 22 cc. Potència 0.74 kW (1hp) a 7000 rpm.[211][212]

## Innovacions en el segle XXI
- 2001: Motor de 4 temps amb distribució per camisa rotativa.[213][214]
- 2004: Camió dúmper Liebherr T 282B. Càrrega útil de 347 Tm. Amb un motor de 20 cilindres en V de 90.000 cc (90 litres).[215]
- 2003: Motor dièsel per a aeronàutica. 93 kg, 100 CV.[216]
- 2005: Audi R10. LMP1 (Le Mans Prototype). Amb motor turbo dièsel, V12, 5500 cc, potència de més de 650 CV. Guanyador de les 24 Hores de Le Mans de 2006, 2007 i 2008.[217]
- 2005: Julian A. Decuir i altres. Patent per a un sistema desmodròmic per a vàlvules.[218][219]
- 2005: Fundació d'una empresa que dissenya i fabrica microturbines de gas amb seu a Mataró[220][221]
- 2006: Motor Wärtsilä dièsel de dos temps, catorze cilindres i 80 MW (109.000 hp) de potència.[222]
- 2006: Microturbina de gas. Potència de 100 W a 500.000 rpm.[223]
- 2010: Una de les patents sobre el sistema Gerotor. Es tracta d'una mena de turbina que disposa de compressor i expansionador de gasos a base d'engranatges "sense fregament", evitant les pèrdues aerodinàmiques del àleps de les turbines convencionals.[224]
- 2010: Motor Mazda amb injecció directa de gasolina i relació de compressió 14:1.[225]